# Manevra Heimlich
Manevra Heimlich (pronunție în germană [ˈhaɪmlɪç -]) este o procedură de prim ajutor utilizată pentru a trata obstrucțiile căilor respiratorii superioare (sau sufocarea) cu obiecte străine. Termenul de manevră Heimlich este numit după dr. Henry Heimlich, care l-a descris pentru prima dată în 1974.
Efectuarea manevrei Heimlich implică un salvator în picioare în spatele unui pacient și folosind mâinile sale pentru a exercita presiune pe fundul diafragmei. Aceasta comprimă plămânii și exercită presiune asupra oricărui obiect depus în trahee, sperând că îl va expulza.
Cele mai multe protocoale moderne, inclusiv cele ale American Heart Association, Crucea Roșie Americană și Consiliul European de Resuscitare, recomandă mai multe etape pentru obstrucționarea căilor respiratorii, concepute pentru a aplica din ce în ce mai multă presiune. Majoritatea protocoalelor recomandă încurajarea victimei să tușească, urmată de lovituri dure pe spate și, în final, presiuni abdominale sau presiuni toracice ca o ultimă soluție. Unele recomandări recomandă, de asemenea, alternarea între tracțiunile abdominale și palme pe spate.

## Vezi și
- Gestionarea căilor aeriene de bază
- Suport Vital de Bază

## Legături externe
- Materiale media legate de Manevra Heimlich la Wikimedia Commons
- The Heimlich Institute promotes various methods of dealing with obstructed breathing
- Articles and information about Dr. Henry Heimlich's use of fraudulent case reports to promote the Heimlich maneuver for drowning rescue and asthma